# 馬·薛里吉思
馬·薛里吉思（英語：Mar Sergius；生卒年不詳），或稱「撒馬爾罕的聖薛里吉思」（Saint Sergius of Samarkand），亦作薛兒吉思，是一名來自撒馬爾罕的聶斯脫里派教會苦行僧兼傳教士，聶斯脫里基督徒視他為一位很重要的聖徒，在古代中亞和中國地區有衆多聶斯脫里派教堂和修道院都以他的名字命名。他的生平完全成謎，只知他後來隱退阿爾泰山修道:139。但有一個傳奇將他與克烈部的改宗聯繫在一起:79。

## 傳說
13世紀的敘利亞東方正統教會波斯主教巴爾希伯勞斯在他的著作《聖教年鑑》（Ecclesiastical Chronicle）中記載了克烈部皈依基督教的故事：「有個叫克烈人的民族，其國王曾在其國家的一座高山打獵，適遇暴風雪，完全迷了路。當他正對得救絕望時，有位聖者在他面前顯聖，對他說道：『如果你相信基督，祂就會領你到正確的方向，你就不會死在這裡。』當國王向聖者保證願意成為基督教羊欄裡的羔羊後，聖者給他指了路，帶領他脫險。當他安全到達帳篷後，他召集了正在那裡的基督教商人，與他們商討信奉基督教的問題；商人們回答他，這非通過洗禮不可。於是，他向衆商人要了一部《福音》，每天向其禮拜。隨他皈依基督教的人數達到二十萬，於是，宗主教寫信給都主教，要他派出兩個人，一為教士，一為執事，帶齊聖壇一切用品，到那裡去為改宗的人們行洗禮，並把教會的禮俗傳給他們。」巴爾希伯勞斯在他的另一本著作《敍利亞編年史》（拉丁語：Chronicon Syriacum）中也提到這個改宗事件，並把時間定在公元1009年:37。
在更早期的12世紀，一位名叫馬里·伊本·蘇萊曼的聶斯脫里基督教作家用阿拉伯語寫成《寶塔書》，這是一本結合神學和史學史的著作，其中也述及克烈部的改宗，且所述故事與上類似。不同的是，書中把國王所遇到的聖徒明確定為馬·薛里吉思。德國宗教學家漢斯-約雅金·克里木凱特在其所著《達·伽馬以前中亞和東亞的基督教》中談到：「而我們知道，馬·薛里吉思乃來自撒馬爾罕，是中亞和東亞很著名的聖徒，許多修道院都是以他的名義而立:38; :227–228。」